# Jeanne Holierhoek
Jeanne Holierhoek (Delft, 1947) is een Nederlands vertaler van Franse literatuur.

## Biografie
Jeanne Holierhoek studeerde Franse taal- en letterkunde in Leiden. Zij is gespecialiseerd in de vertaling van filosofische teksten, zowel uit het verleden (17de en 18de eeuw) als uit het heden. Zij vertaalde ook libretto’s. Sinds 2010 is Holierhoek als vertaler betrokken bij de publicatie van de Bibliotheek Descartes  van Uitgeverij Boom.
In 2001 werd Holierhoek benoemd tot Ridder in de Orde van Kunst en Letteren, oftewel tot Chevalier de l’Ordre des Arts et des Lettres, een Franse onderscheiding van verdienste die ook aan buitenlandse kunstenaars en schrijvers wordt toegekend.
Voor haar vertaaloeuvre, en in het bijzonder voor Over de geest van de wetten van Montesquieu, kreeg Holierhoek in 2007 de Dr. Elly Jaffé Prijs. In 2011 werd de eerste Europese Literatuurprijs toegekend aan vertaler Holierhoek en auteur Marie Ndiaye voor Drie sterke vrouwen, Holierhoeks vertaling van Ndiayes Trois femmes puissantes.
In 2018 werd de Martinus Nijhoff Vertaalprijs aan haar toegekend.

## Selectieve Vertaalbibliografie
- Jean Potocki: Veertien dagen uit het leven van Alfons van Worden (Fr. Manuscrit trouvé à Saragosse), 1974.
- Victor Serge: De aanslag op kameraad Toulajev (Fr. L’affaire Toulaev), 1975.
- Jean Lorrain: Denkbeeldige genietingen (Fr. Monsieur de Bougrelon), 1978.
- Raymond Cousse: Strategie voor twee hammen (Fr. Stratégie pour deux jambons), 1981.
- Michel Tournier: De fetisjist (Fr. Le coq de bruyère), 1981.
- Michel Tournier: Gilles en Jeanne (Fr. Gilles et Jeanne), 1984.
- Philippe Ariès: Het beeld van de dood (Fr. L’image de l’homme devant la mort), 1987.
- Alain Corbin: Het verlangen naar de kust (Fr. Le territoire du vide), 1989.
- Michel Tournier: De meteoren (Fr. Les météores), 1990.
- Didier Éribon: Michel Foucault, 1990.
- Jean-Louis Calvet: Roland Barthes, 1992.
- Hervé Guibert: Voor de vriend die naliet mij het leven te redden (Fr. À l’ami qui ne m’a pas sauvé la vie), 1992.
- Michel Tournier: Een vlaag van bezieling (Fr. Le vent Paraclet), 1994.
- Marcel Béalu: Onpersoonlijk avontuur (Fr. L’aventure impersonelle), 1994.
- Marie NDiaye: Lieve familie (Fr. En famille), 1994.
- Marie NDiaye: De tijd van het jaar (Fr. Un temps de saison), 1995.
- Jean Giono: Het zingen van de wereld (Fr. Le chant du monde), 1995.
- Philippe Sollers: Het geheim (Fr. Le Secret), 1995.
- Jorge Semprún: Schrijven of leven (Fr. L’écriture ou la vie), 1996.
- Marie NDiaye: Heksenschool (Fr. La sorcière), 1997.
- Guy de Maupassant: De Horla (Fr. Le Horla), 1999 (samen met Jenny Tuin).
- Lydie Salvayre: In gezelschap van spoken (Fr. La compagnie des spectres), 1999.
- René Descartes en Elisabeth van de Palts: Correspondentie, 2000.
- Lydie Salvayre: Nobele zielen (Fr. Les belles âmes), 2001.
- Montesquieu: Perzische brieven (Fr. Lettres persanes), 2002.
- Voltaire: Fransman in Londen (Fr. Lettres philosophiques), 2004.
- Montesquieu: Over de geest van de wetten (Fr. De l’esprit des lois), 2006.
- Jonathan Littell: De welwillenden (Fr. Les Bienveillantes), 2008 (samen met Janneke van der Meulen).
- Marie NDiaye: Drie sterke vrouwen (Fr. Trois femmes puissantes), 2009.
- René Descartes: De wereld, De mens, Het zoeken naar waarheid (Fr. Le monde, l’homme, La recherche de la vérité), 2011.
- René Descartes: Over de methode & Essays Dioptriek, Meteoren, Geometrie (Fr. Dioptrique, Météores, Géométrie), 2011.
- Jean-Paul Sartre: Reflecties op het joodse vraagstuk (Fr. Réflexions sur la question juive), 2012.
- Michel Serres: Muziek (Fr. Musique), 2012.
- Michel Foucault: De geboorte van de biopolitiek (Fr. La naissance de la biopolitique), 2013.
- Michel Serres: De wereld onder de duim (Fr. Petite Poucette), 2014.
- Henri Bergson: Tijd en vrije wil (Fr. Essai sur les données immédiates de la conscience), 2014.
- Marcel Mauss: Essay over de gift (Fr. Essai sur le don), 2015 (samen met Willemijn Schretlen).
- Marie NDiaye: Ladivine, 2015 (samen met Nini Wielink).
- Fiston Mwanza Mujila: Tram 83, 2015.
- Achille Mbembe: Kritiek van de zwarte rede (Fr. Critique de la raison nègre), 2015 (samen met Katrien Vandenberghe).
- Frantz Fanon: Zwarte huid, witte maskers (2018)
- Michel Foucault: Geschiedenis van de seksualiteit (2018)
- Simone de Beauvoir: Pyrrhus en Cineas. Filosofisch essay (2023)